# Ейвінд Гольмсен
Ейвінд Йозеф Гольмсен (норв. Øivind Josef Holmsen, 28 квітня 1912, Христіанія — 23 серпня 1996, Осло) — норвезький футболіст, що грав на позиції захисника за клуб «Люн», а також національну збірну Норвегії. Дворазовий володар Кубка Норвегії. 

## Клубна кар'єра
У футболі дебютував 1934 року виступами за команду «Люн», кольори якої і захищав протягом усієї своєї кар'єри гравця, що тривала дванадцять років. За цей час двічі виборював титул володаря Кубка Норвегії, будучи капітаном команди.
| Дата       | Місто             | Господарі  | Результат | Гості     | Турнір                        | Голи | Примітки |
| ---------- | ----------------- | ---------- | --------- | --------- | ----------------------------- | ---- | -------- |
| 08.06.1934 | Осло              | Норвегія   | 4 – 0     | Австрія   | товариський матч              | -    |          |
| 01.07.1934 | Стокгольм         | Швеція     | 3 – 3     | Норвегія  | Чемпіонат П. Європи 1933-1936 | -    |          |
| 23.09.1934 | Осло              | Норвегія   | 3 – 1     | Данія     | Чемпіонат П. Європи 1933-1936 | -    |          |
| 31.05.1935 | Осло              | Норвегія   | 2 – 0     | Угорщина  | товариський матч              | -    |          |
| 23.06.1935 | Копенгаген        | Данія      | 1 – 0     | Норвегія  | Чемпіонат П. Європи 1933-1936 | -    |          |
| 27.06.1935 | Осло              | Норвегія   | 1 – 1     | Німеччина | товариський матч              | -    |          |
| 08.09.1935 | Гельсінкі         | Фінляндія  | 1 – 5     | Норвегія  | Чемпіонат П. Європи 1933-1936 | -    |          |
| 22.09.1935 | Осло              | Норвегія   | 0 – 2     | Швеція    | Чемпіонат П. Європи 1933-1936 | -    |          |
| 05.07.1936 | Гетеборг          | Швеція     | 2 – 0     | Норвегія  | Чемпіонат П. Європи 1933-1936 | -    |          |
| 26.07.1936 | Стокгольм         | Швеція     | 3 – 4     | Норвегія  | товариський матч              | -    | 20'      |
| 07.08.1936 | Берлін            | Німеччина  | 0 – 2     | Норвегія  | Олімпійські ігри 1936         | -    |          |
| 10.08.1936 | Берлін            | Італія     | 2 – 1     | Норвегія  | Олімпійські ігри 1936         | -    |          |
| 13.08.1936 | Берлін            | Норвегія   | 3 – 2     | Польща    | Олімпійські ігри 1936         | -    |          |
| 06.09.1936 | Осло              | Норвегія   | 0 – 2     | Фінляндія | Чемпіонат П. Європи 1933-1936 | -    |          |
| 20.09.1936 | Осло              | Норвегія   | 3 – 3     | Данія     | Чемпіонат П. Європи 1933-1936 | -    |          |
| 01.11.1936 | Амстердам         | Нідерланди | 3 – 3     | Норвегія  | товариський матч              | -    |          |
| 14.05.1937 | Осло              | Норвегія   | 0 – 6     | Англія    | товариський матч              | -    |          |
| 19.09.1937 | Осло              | Норвегія   | 3 – 2     | Швеція    | Чемпіонат П. Європи 1937-1947 | -    |          |
| 10.10.1937 | Осло              | Норвегія   | 3 – 2     | Ірландія  | Відбір до ЧС 1938             | -    |          |
| 24.10.1937 | Берлін            | Німеччина  | 3 – 0     | Норвегія  | товариський матч              | -    |          |
| 07.11.1937 | Дублін            | Ірландія   | 3 – 3     | Норвегія  | Відбір до ЧС 1938             | -    |          |
| 31.05.1938 | Осло              | Норвегія   | 1 – 0     | Естонія   | товариський матч              | -    |          |
| 05.06.1938 | Марсель           | Італія     | 2 – 1     | Норвегія  | ЧС 1938                       | -    |          |
| 17.06.1938 | Осло              | Норвегія   | 9 – 0     | Фінляндія | Чемпіонат П. Європи 1937-1947 | -    |          |
| 04.09.1938 | Осло              | Норвегія   | 2 – 1     | Швеція    | товариський матч              | -    |          |
| 18.09.1938 | Осло              | Норвегія   | 1 – 1     | Данія     | Чемпіонат П. Європи 1937-1947 | -    |          |
| 02.10.1938 | Сольна            | Швеція     | 2 – 3     | Норвегія  | Чемпіонат П. Європи 1937-1947 | -    |          |
| 23.10.1938 | Варшава           | Польща     | 2 – 2     | Норвегія  | товариський матч              | -    |          |
| 09.11.1938 | Ньюкасл-апон-Тайн | Англія     | 4 – 0     | Норвегія  | товариський матч              | -    |          |
| 02.06.1939 | Сольна            | Швеція     | 3 – 2     | Норвегія  | товариський матч              | -    |          |
| 14.06.1939 | Копенгаген        | Норвегія   | 1 – 0     | Швеція    | товариський матч              | -    |          |
| 18.06.1939 | Копенгаген        | Данія      | 6 – 3     | Норвегія  | товариський матч              | -    |          |
| 22.06.1939 | Осло              | Норвегія   | 0 – 4     | Німеччина | товариський матч              | -    |          |
| 22.10.1939 | Копенгаген        | Данія      | 4 – 1     | Норвегія  | Чемпіонат П. Європи 1937-1947 | -    |          |
| 26.08.1945 | Копенгаген        | Данія      | 4 – 2     | Норвегія  | товариський матч              | -    |          |
| 21.10.1945 | Сольна            | Швеція     | 10 – 0    | Норвегія  | товариський матч              | -    |          |
| Усього     |                   | Матчів     | 36        |           | Голів                         | 0    |          |

## Титули і досягнення
- Володар Кубка Норвегії (2):

«Люн»: 1945, 1946
- Бронзовий олімпійський призер: 1936